# Casa del Estado de Massachusetts

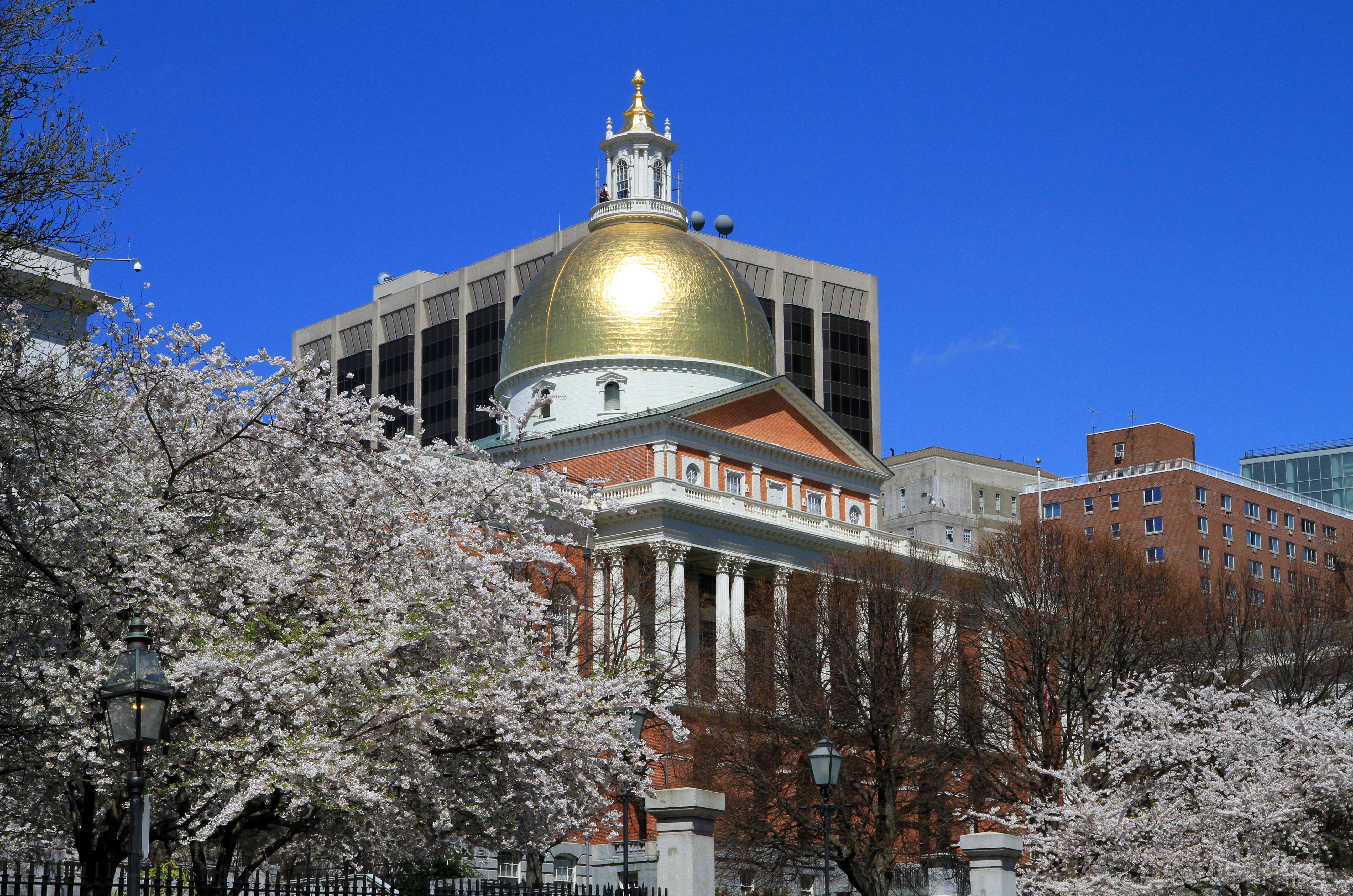
Casa del Estado de Massachusetts

La Casa del Estado de Massachusetts (en inglés, Massachusetts State House) es el capitolio del estado de Massachusetts. Ubicado en la capital del Estado, Boston en Beacon Hill, es la sede de la Corte General de Massachusetts (poder legislativo) y de la oficina del Gobernador de Massachusetts.

## Descripción
El edificio está en 27.000 m² sobre la tierra en Beacon Hill en Boston. La construcción finalizó en 1798.
En el primer piso tiene  6 vanos rectangulares, 3 a cada lado. En el segundo una serie de vanos con arcos de medio punto, la central con un arco mucho más amplio. Cuenta con un balcón con columnas pareadas en ambos extremos, rematadas en el piso superior con un frontón triangular que a su vez está rematado por una cúpula de color oro viejo.

## Apariciones en el cine
Los productores de la película Amistad usaron varias tomas del interior de la Casa del Estado. Una escena incluía la Sala de la Cámara de Representantes.
La Casa del Estado aparece en la película de Martin Scorsese The Departed. En la última escena, aparece una rata, en el fondo aparece el domo del Capitolio.